# 石油機器技術管理士
石油機器技術管理士（せきゆききぎじゅつかんりし）は、一般財団法人日本石油燃焼機器保守協会が行う石油機器技術管理講習（技術管理講習）を受講し修了した者。（過去には、石油燃焼機器点検整備士と称していた時期もある。）
石油などの液体燃料を使用する機器の点検・整備は、消防法によって市町村（特別区の区域は都）が制定する事が定められている「火災予防条例」において「必要な知識及び技能を有する者として市町村長（もしくは消防長）が指定する者に行わせること」となっていることが多いが、本講習を受講・修了することにより「市町村長(もしくは消防長)が指定する者」となることができる。

## 受講資格
- 石油燃焼機器（ストーブ・ファンヒーター・FF式・給湯機・ボイラー等）の点検整備（設置・販売）業務に従事し、または従事しようとする者

## 石油機器技術管理講習（技術管理講習）
2日間、全国各地の主要都市で行われる。日程は毎年地区によって開催時期が固定化される傾向となっている。2日間の新規認定講習の翌日に更新講習が1日行われる。

### 講習科目
学科
1. 燃焼理論等の基礎知識に関すること
2. 燃焼設備等の構造原理に関すること
3. 消防法令に関すること
4. 安全装置等の構造原理に関すること
5. 燃焼設備等の設置に関すること
6. 燃焼設備等の点検整備に関すること

実技
1. 設備の点検整備
2. 計測方法

## 再講習
- 「石油燃焼機器技術管理士資格者証」を受けて5年経過しようとしている者若しくは資格者証に記載されている受講期限が近い者は受講することとなっている

### 講習科目
1. 燃焼設備，安全装置等の構造原理に関すること
2. 消防法令及び燃焼設備等の設置に関すること
3. 燃焼設備等の点検整備及び実技に関すること